# Порядок группы
Порядок группы — мощность носителя группы, то есть, для конечных групп — количество элементов группы. Обозначается {\displaystyle |G|} или {\displaystyle \operatorname {Ord} (G)}.
Для конечных групп связь между порядком группы и её подгруппы устанавливает теорема Лагранжа: порядок группы {\displaystyle G} равен порядку любой её подгруппы {\displaystyle H\subseteq G}, умноженному на её индекс — количество её левых или правых классов смежности:
{\displaystyle |G|=|H|\cdot [G:H]}.
Важным результатом о порядках групп является уравнение класса, связывающее порядок конечной группы {\displaystyle G} с порядком её центра {\displaystyle \mathrm {Z} (G)} и размерами её нетривиальных классов сопряжённости:
{\displaystyle |G|=|Z(G)|+\sum _{i}d_{i}},
где {\displaystyle d_{i}} — размеры нетривиальных классов сопряжённости. Например, центр симметрической группы {\displaystyle S_{3}} — просто тривиальная группа из одного нейтрального элемента {\displaystyle e}, и уравнение превращается в {\displaystyle |S_{3}|=1+2+3}.
Порядок элементов конечных групп делит её групповой порядок. Из теоретико-групповой теоремы Коши следует, что порядок группы {\displaystyle G} является степенью целого простого числа {\displaystyle p} в том и только в том случае, когда порядок любого из её элементов является некоторой степенью {\displaystyle p}.